# Llista de topònims de Campllong
Llista de topònims (noms propis de lloc) del municipi de Campllong, al Gironès
Informació actualitzada per un bot. Els canvis manuals es perdran quan s'actualitzi!

## entitat singular de població
| imatge | Nom           | Ubicat a  | instància de                                                                   | Detalls | coordenades                                                                     | Protecció | Commons (més fotos) | Dades a WD                    |
| ------ | ------------- | --------- | ------------------------------------------------------------------------------ | ------- | ------------------------------------------------------------------------------- | --------- | ------------------- | ----------------------------- |
|        | Campllong     | Campllong | entitat singular de població ens local històric de Catalunya capital municipal | 323 hab | 41° 53′ 44″ N, 2° 49′ 55″ E / 41.89555555555555°N,2.8319444444444444°E 112 msnm |           |                     | Modifica les dades a Wikidata |
|        | Can Bosc      | Campllong | entitat singular de població                                                   | 19 hab  | 41° 53′ 17″ N, 2° 49′ 51″ E / 41.888111°N,2.830917°E 101 msnm                   |           |                     | Modifica les dades a Wikidata |
|        | Can Canyet    | Campllong | entitat singular de població                                                   | 37 hab  | 41° 53′ 45″ N, 2° 50′ 54″ E / 41.895778°N,2.848389°E 128 msnm                   |           |                     | Modifica les dades a Wikidata |
|        | Can Dionís    | Campllong | entitat singular de població                                                   | 18 hab  | 41° 53′ 01″ N, 2° 50′ 06″ E / 41.883737°N,2.835123°E 111 msnm                   |           |                     | Modifica les dades a Wikidata |
|        | Can Falgueres | Campllong | entitat singular de població                                                   | 14 hab  | 41° 54′ 33″ N, 2° 49′ 18″ E / 41.909094709795°N,2.8216306528665°E 99 msnm       |           |                     | Modifica les dades a Wikidata |
|        | la Bruguera   | Campllong | entitat singular de població                                                   | 109 hab | 41° 54′ 23″ N, 2° 49′ 57″ E / 41.906409046842°N,2.8324893858904°E 113 msnm      |           |                     | Modifica les dades a Wikidata |
|        | les Ferreries | Campllong | entitat singular de població                                                   | 24 hab  | 41° 54′ 03″ N, 2° 49′ 28″ E / 41.900861111111°N,2.8244166666667°E 101 msnm      |           |                     | Modifica les dades a Wikidata |

## granja
| imatge | Nom                  | Ubicat a  | instància de | Detalls | coordenades                                                         | Protecció | Commons (més fotos) | Dades a WD                    |
| ------ | -------------------- | --------- | ------------ | ------- | ------------------------------------------------------------------- | --------- | ------------------- | ----------------------------- |
|        | Granges del Barber   | Campllong | granja       |         | 41° 53′ 20″ N, 2° 49′ 43″ E / 41.8889066947858°N,2.82849881927811°E |           |                     | Modifica les dades a Wikidata |
|        | Granja d'en Piferrer | Campllong | granja       |         | 41° 54′ 12″ N, 2° 49′ 22″ E / 41.9032639404537°N,2.82280591724191°E |           |                     | Modifica les dades a Wikidata |
|        | Granja la Selvatana  | Campllong | granja       |         | 41° 53′ 29″ N, 2° 50′ 38″ E / 41.8914504742098°N,2.8438250270329°E  |           |                     | Modifica les dades a Wikidata |

## masia
| imatge | Nom               | Ubicat a  | instància de   | Detalls | coordenades                                                                  | Protecció                                            | Commons (més fotos) | Dades a WD                    |
| ------ | ----------------- | --------- | -------------- | ------- | ---------------------------------------------------------------------------- | ---------------------------------------------------- | ------------------- | ----------------------------- |
|        | Ca l'Empordanès   | Campllong | masia          |         | 41° 54′ 20″ N, 2° 50′ 41″ E / 41.9055922530678°N,2.84461043738869°E          |                                                      |                     | Modifica les dades a Wikidata |
|        | Cal Peó           | Campllong | masia          |         | 41° 53′ 50″ N, 2° 49′ 26″ E / 41.8972670927432°N,2.82390747640639°E          |                                                      |                     | Modifica les dades a Wikidata |
|        | Cal Pobre         | Campllong | masia          |         | 41° 54′ 07″ N, 2° 50′ 40″ E / 41.9018272695958°N,2.84451106007602°E          |                                                      |                     | Modifica les dades a Wikidata |
|        | Cal Tatei         | Campllong | masia          |         | 41° 54′ 41″ N, 2° 50′ 17″ E / 41.91133889°N,2.838075°E                       |                                                      |                     | Modifica les dades a Wikidata |
|        | Can Barnés        | Campllong | masia          |         | 41° 53′ 17″ N, 2° 50′ 21″ E / 41.8881205916186°N,2.83921659757173°E          |                                                      |                     | Modifica les dades a Wikidata |
|        | Can Barraca       | Campllong | masia          |         | 41° 53′ 42″ N, 2° 50′ 22″ E / 41.8951103932718°N,2.83957277111426°E          |                                                      |                     | Modifica les dades a Wikidata |
|        | Can Beveia        | Campllong | masia          |         | 41° 53′ 14″ N, 2° 50′ 23″ E / 41.8871846752032°N,2.83978545656983°E          |                                                      |                     | Modifica les dades a Wikidata |
|        | Can Cardina       | Campllong | masia          |         | 41° 53′ 07″ N, 2° 49′ 56″ E / 41.8852825943012°N,2.83232934273132°E          |                                                      |                     | Modifica les dades a Wikidata |
|        | Can Crustó        | Campllong | masia          |         | 41° 53′ 03″ N, 2° 50′ 17″ E / 41.8842642205749°N,2.8381897165375°E           |                                                      |                     | Modifica les dades a Wikidata |
|        | Can Cua           | Campllong | masia          |         | 41° 53′ 57″ N, 2° 49′ 41″ E / 41.899133°N,2.828043°E 111 msnm                |                                                      |                     | Modifica les dades a Wikidata |
|        | Can Falgueres     | Campllong | masia          |         | 41° 54′ 33″ N, 2° 49′ 17″ E / 41.9092330758319°N,2.82127015352807°E          |                                                      |                     | Modifica les dades a Wikidata |
|        | Can Festes        | Campllong | masia          |         | 41° 54′ 01″ N, 2° 49′ 51″ E / 41.900376°N,2.830737°E 107 msnm                |                                                      |                     | Modifica les dades a Wikidata |
|        | Can Fossa         | Campllong | masia          |         | 41° 53′ 50″ N, 2° 51′ 00″ E / 41.8971780687944°N,2.85001956953281°E          |                                                      |                     | Modifica les dades a Wikidata |
|        | Can Fuster        | Campllong | masia          |         | 41° 53′ 08″ N, 2° 49′ 54″ E / 41.8854796859791°N,2.83160563949304°E          |                                                      |                     | Modifica les dades a Wikidata |
|        | Can Gelats        | Campllong | masia          |         | 41° 53′ 11″ N, 2° 49′ 51″ E / 41.886415402312°N,2.83092819709751°E           |                                                      |                     | Modifica les dades a Wikidata |
|        | Can Goitó Gros    | Campllong | masia          |         | 41° 53′ 21″ N, 2° 50′ 33″ E / 41.88924444°N,2.84248889°E                     |                                                      |                     | Modifica les dades a Wikidata |
|        | Can Güell         | Campllong | masia          |         | 41° 54′ 41″ N, 2° 50′ 21″ E / 41.9114213261229°N,2.8392787176453°E           |                                                      |                     | Modifica les dades a Wikidata |
|        | Can Jordi Bosc    | Campllong | masia          |         | 41° 53′ 04″ N, 2° 50′ 01″ E / 41.8845818514187°N,2.83356057711821°E          |                                                      |                     | Modifica les dades a Wikidata |
|        | Can Juny          | Campllong | masia          |         | 41° 53′ 54″ N, 2° 51′ 05″ E / 41.898233619648°N,2.85136731926033°E           |                                                      |                     | Modifica les dades a Wikidata |
|        | Can Llop          | Campllong | masia          |         | 41° 54′ 17″ N, 2° 50′ 10″ E / 41.904612927641°N,2.8361110653896°E            |                                                      |                     | Modifica les dades a Wikidata |
|        | Can Madrona       | Campllong | masia          |         | 41° 53′ 27″ N, 2° 50′ 35″ E / 41.8909719134863°N,2.84294623866962°E          |                                                      |                     | Modifica les dades a Wikidata |
|        | Can Maret         | Campllong | masia          |         | 41° 52′ 53″ N, 2° 50′ 11″ E / 41.8813792891569°N,2.83625656479578°E          |                                                      |                     | Modifica les dades a Wikidata |
|        | Can Mas de Dalt   | Campllong | masia          |         | 41° 54′ 43″ N, 2° 50′ 10″ E / 41.9118763094902°N,2.83619070343259°E          |                                                      |                     | Modifica les dades a Wikidata |
|        | Can Mau           | Campllong | masia          |         | 41° 54′ 12″ N, 2° 50′ 33″ E / 41.903289°N,2.842489°E 122 msnm                |                                                      |                     | Modifica les dades a Wikidata |
|        | Can Mingo         | Campllong | masia          |         | 41° 53′ 47″ N, 2° 49′ 43″ E / 41.8965264623713°N,2.82849049016711°E          |                                                      |                     | Modifica les dades a Wikidata |
|        | Can Mixa          | Campllong | masia          |         | 41° 53′ 59″ N, 2° 49′ 33″ E / 41.8998548537243°N,2.82574490979816°E          |                                                      |                     | Modifica les dades a Wikidata |
|        | Can Nosa          | Campllong | masia          |         | 41° 53′ 24″ N, 2° 49′ 59″ E / 41.8901021840304°N,2.83296765595321°E          |                                                      |                     | Modifica les dades a Wikidata |
|        | Can Pellaia       | Campllong | masia          |         | 41° 53′ 11″ N, 2° 49′ 54″ E / 41.8863532756832°N,2.83155513229736°E          |                                                      |                     | Modifica les dades a Wikidata |
|        | Can Peu           | Campllong | masia          |         | 41° 53′ 26″ N, 2° 49′ 51″ E / 41.8906124486886°N,2.83083275150947°E          |                                                      |                     | Modifica les dades a Wikidata |
|        | Can Portell       | Campllong | masia          |         | 41° 54′ 25″ N, 2° 49′ 17″ E / 41.9069815150342°N,2.82136083390586°E          |                                                      |                     | Modifica les dades a Wikidata |
|        | Can Puigmoler     | Campllong | masia          |         | 41° 53′ 49″ N, 2° 50′ 26″ E / 41.8968771522596°N,2.84059304798743°E          |                                                      |                     | Modifica les dades a Wikidata |
|        | Can Quirc         | Campllong | masia          |         | 41° 54′ 00″ N, 2° 51′ 00″ E / 41.9001232754602°N,2.85000062216782°E          |                                                      |                     | Modifica les dades a Wikidata |
|        | Can Rispa         | Campllong | masia          |         | 41° 54′ 14″ N, 2° 50′ 47″ E / 41.9037843383291°N,2.84643536387737°E          |                                                      |                     | Modifica les dades a Wikidata |
|        | Can Sant Dionís   | Campllong | masia          |         | 41° 53′ 09″ N, 2° 50′ 19″ E / 41.885744°N,2.838479°E 110 msnm                |                                                      | Can Sant Dionís     | Modifica les dades a Wikidata |
|        | Can Tato          | Campllong | masia          |         | 41° 54′ 26″ N, 2° 50′ 41″ E / 41.9073218160679°N,2.84479915916611°E          |                                                      |                     | Modifica les dades a Wikidata |
|        | Can Tomàs         | Campllong | masia          |         | 41° 54′ 28″ N, 2° 49′ 27″ E / 41.9078593969186°N,2.82409540273001°E          |                                                      |                     | Modifica les dades a Wikidata |
|        | Mas Callicó       | Campllong | masia          |         | 41° 53′ 41″ N, 2° 50′ 31″ E / 41.8947442747632°N,2.84185205856788°E          |                                                      |                     | Modifica les dades a Wikidata |
|        | Mas Cama          | Campllong | masia          |         | 41° 54′ 36″ N, 2° 50′ 00″ E / 41.9100620115129°N,2.8334582314893°E           |                                                      |                     | Modifica les dades a Wikidata |
|        | Mas Catedral      | Campllong | masia          |         | 41° 54′ 31″ N, 2° 50′ 29″ E / 41.9085058651419°N,2.84125139711698°E          |                                                      |                     | Modifica les dades a Wikidata |
|        | Mas Colera        | Campllong | masia          |         | 41° 54′ 22″ N, 2° 50′ 33″ E / 41.9061026162582°N,2.8423907098129°E           |                                                      |                     | Modifica les dades a Wikidata |
|        | Mas Cosí          | Campllong | masia          |         | 41° 54′ 30″ N, 2° 50′ 07″ E / 41.9084254395094°N,2.83530727465148°E          |                                                      |                     | Modifica les dades a Wikidata |
|        | Mas Hortalà       | Campllong | masia          |         | 41° 54′ 54″ N, 2° 50′ 04″ E / 41.9149811190371°N,2.83442219702165°E          |                                                      |                     | Modifica les dades a Wikidata |
|        | Mas Juny          | Campllong | masia          |         | 41° 54′ 15″ N, 2° 50′ 23″ E / 41.9042073188684°N,2.83959822730409°E          |                                                      |                     | Modifica les dades a Wikidata |
|        | Mas Margot        | Campllong | masia          |         | 41° 53′ 41″ N, 2° 50′ 49″ E / 41.8946162423739°N,2.8470721246719°E           |                                                      |                     | Modifica les dades a Wikidata |
|        | Mas Miquel        | Campllong | masia          |         | 41° 53′ 04″ N, 2° 50′ 09″ E / 41.8844862103493°N,2.83594730854107°E          |                                                      |                     | Modifica les dades a Wikidata |
|        | Mas Oller         | Campllong | masia          |         | 41° 54′ 24″ N, 2° 49′ 40″ E / 41.9067571743802°N,2.82779996826122°E          |                                                      |                     | Modifica les dades a Wikidata |
|        | Mas Pedritxes     | Campllong | masia          |         | 41° 54′ 26″ N, 2° 50′ 19″ E / 41.9073311847306°N,2.83852937062453°E          |                                                      |                     | Modifica les dades a Wikidata |
|        | Mas Piferrer      | Campllong | masia          |         | 41° 54′ 19″ N, 2° 49′ 15″ E / 41.9053773138788°N,2.82072629159561°E          |                                                      |                     | Modifica les dades a Wikidata |
|        | Mas Serinyà       | Campllong | masia          |         | 41° 54′ 04″ N, 2° 49′ 27″ E / 41.900992410821°N,2.8240643901915°E            |                                                      |                     | Modifica les dades a Wikidata |
|        | Mas Tixeres       | Campllong | masia          |         | 41° 54′ 31″ N, 2° 50′ 14″ E / 41.9085904316817°N,2.83732044950816°E          |                                                      |                     | Modifica les dades a Wikidata |
|        | Mas Vilar         | Campllong | masia          |         | 41° 54′ 19″ N, 2° 50′ 02″ E / 41.9052618371611°N,2.83377212818105°E          |                                                      |                     | Modifica les dades a Wikidata |
|        | Mas Vinyes        | Campllong | masia          |         | 41° 54′ 30″ N, 2° 50′ 22″ E / 41.9082330292843°N,2.83935905943571°E          |                                                      |                     | Modifica les dades a Wikidata |
|        | Mas Xurlo         | Campllong | masia          |         | 41° 54′ 14″ N, 2° 49′ 42″ E / 41.9038667394232°N,2.82830205520056°E          |                                                      |                     | Modifica les dades a Wikidata |
|        | Torre Llupiana    | Campllong | masia monument |         | 41° 53′ 30″ N, 2° 49′ 48″ E / 41.89155°N,2.830028°E 111 msnm                 | bé d'interès cultural bé cultural d'interès nacional | Torre Llupiana      | Modifica les dades a Wikidata |
|        | la Casanova       | Campllong | masia          |         | 41° 53′ 52″ N, 2° 50′ 04″ E / 41.8978953840026°N,2.83455072701318°E          |                                                      |                     | Modifica les dades a Wikidata |
|        | la Torre Colomina | Campllong | masia          |         | 41° 53′ 55″ N, 2° 49′ 52″ E / 41.8985659094567°N,2.83112520801704°E 113 msnm |                                                      | La Torre Colomina   | Modifica les dades a Wikidata |

## Misc
| imatge | Nom                            | Ubicat a                                | instància de       | Detalls                                    | coordenades                                                         | Protecció | Commons (més fotos)          | Dades a WD                    |
| ------ | ------------------------------ | --------------------------------------- | ------------------ | ------------------------------------------ | ------------------------------------------------------------------- | --------- | ---------------------------- | ----------------------------- |
|        | Onyar                          | província de Girona Comarques gironines | curs d'aigua       | Desemboca: Ter Llarg: 34km Conca: 340.9km² | 41° 58′ 14″ N, 2° 50′ 22″ E / 41.970555555556°N,2.8394444444444°E   |           | Onyar                        | Modifica les dades a Wikidata |
|        | Sant Quirze de Campllong       | Campllong                               | església           |                                            | 41° 53′ 28″ N, 2° 49′ 49″ E / 41.891012°N,2.83022°E 111 msnm        |           | Sant Quirze de Campllong     | Modifica les dades a Wikidata |
|        | Zona industrial Les Ferreries  | Campllong                               | polígon industrial |                                            | 41° 54′ 09″ N, 2° 49′ 32″ E / 41.9024483480709°N,2.82543645041956°E |           |                              | Modifica les dades a Wikidata |
|        | casa consistorial de Campllong | Campllong                               | casa consistorial  |                                            | 41° 53′ 34″ N, 2° 49′ 53″ E / 41.8927011°N,2.8313116°E 105 msnm     |           | Casa de la Vila de Campllong | Modifica les dades a Wikidata |